# Каракамыс (озеро, Северо-Казахстанская область)
Каракамыс, Большой Каракамыс (каз. Қарақамыс, Үлкен Қарақамыс) — озеро в Жамбылском районе Северо-Казахстанской области Казахстана. Находится в 6 км к югу от села Кара-Камыс.
По данным топографической съёмки 1944 года, площадь поверхности озера составляет 10,61 км². Наибольшая длина озера — 4,6 км, наибольшая ширина — 4,1 км. Длина береговой линии составляет 20,4 км, развитие береговой линии — 2,07. Озеро расположено на высоте 158,4 м над уровнем моря.